# CKAP2
CKAP2‏ (Cytoskeleton associated protein 2) هوَ بروتين يُشَفر بواسطة جين CKAP2 في الإنسان.